# Daisuke Suzuki
Daisuke Suzuki (鈴木 大輔, Suzuki Daisuke, Tokio, 29 januari 1990) is een Japans voetballer die als verdediger speelt bij Urawa Red Diamonds.

## Carrière
Daisuke Suzuki tekende in 2008 bij Albirex Niigata.

## Statistieken
| Japans voetbalelftal | Japans voetbalelftal | Japans voetbalelftal |
| Jaar                 | Wed.                 | Dlp.                 |
| -------------------- | -------------------- | -------------------- |
| 2013                 | 1                    | 0                    |
| 2014                 | 1                    | 0                    |
| Totaal               | 2                    | 0                    |